# Girella freminvillii
Girella freminvillii är en fiskart som först beskrevs av Valenciennes, 1846.  Girella freminvillii ingår i släktet Girella och familjen Kyphosidae. IUCN kategoriserar arten globalt som livskraftig. Inga underarter finns listade i Catalogue of Life.